# Каракалос, Телемахос
Телемахос Каракалос (греч. Τηλέμαχος Καράκαλος; 1866, Димицана — 15 июня 1951) — греческий фехтовальщик, серебряный призёр летних Олимпийских игр 1896.
Каракалос участвовал только в поединках на саблях. Он проиграл только своему соотечественнику Ионаннису Георгиадису, и занял второе место, выиграв серебряную медаль.